# Синьков, Сергей Михайлович
Сергей Михайлович Синьков (1909—1984) — участник Великой Отечественной войны, командир 45-миллиметрового противотанкового орудия 1118-го стрелкового полка 333-й стрелковой дивизии 6-й армии 3-го Украинского фронта, старший сержант. Герой Советского Союза (1944).

## Биография
Родился 22 сентября 1909 года в селе Карловка Самарской губернии (ныне Пугачёвского района Саратовской области) в бедной крестьянской семье Михаила Трофимовича и Анастасии Аксеновны, где было четверо детей. Русский.
В связи со смертью родителей образования не получил. В 1926 году уехал из родного села в Донбасс, где работал на шахтах. В 1931 году был призван на действительную службу в Красную Армию, служил в Москве в войсках ГПУ. Отслужив, вернулся на прежнее место работы.
С 1935 года работал в станице Обливской (Ростовская область), куда переехал с женой из Донбасса (это была родина жены). Сергей работал кочегаром на элеваторе. Через два года, окончив специальные курсы, он стал машинистом стационарных машин. В 1939 году перешёл работать на МТС, где продолжал работать машинистом.
C началом Великой Отечественной войны Сергея Михайловича, как одного из лучших специалистов-механизаторов, оставили для работы на МТС по брони. Но в январе 1943 года Синьков был призван Обливским райвоенкоматом в ряды армии и направлен в Суровикино, где в то время находилась 333-я стрелковая дивизия.
Участвовал в форсировании Днепра, за что 24 февраля 1944 получил звание Героя Советского союза. Был ранен.
После войны проживал в станице Обливская. Работал животноводом в колхозе. С 1973 на пенсии.